# 市橋利尚
市橋 利尚（いちはし としひさ、生没年不詳）は、戦国時代の武将。美濃斎藤氏の家臣。九郎左衛門、伝左衛門。受領名は壱岐守。父は市橋利信。子に長利。
市橋氏は美濃国池田郡の国人。
利尚は斎藤道三・義龍父子に仕えた。永禄3年（1560年）、尾張国の織田信長が美濃攻めを行なった際には丸茂氏と協力して応戦し、織田軍を撃退した。